# Carol Ohmart
Carol Ohmart, nome d'arte di Armelia Carol Ohmart (Salt Lake City, 3 luglio 1927 – Fort Collins, 1º gennaio 2002), è stata un'attrice e modella statunitense.

## Biografia
Figlia di un dentista, la Ohmart entrò nel mondo dello spettacolo dopo aver vinto il titolo di Miss Utah ed essersi classificata quarta al concorso di Miss America.
Dopo una breve carriera come cantante a seguito di famose band intraprese la carriera di attrice, prese parte a numerose serie televisive degli anni cinquanta e sessanta, oltre ad alcune pellicole cinematografiche, fra le quali si ricorda in particolar modo La casa dei fantasmi (1959).
Il disegnatore Milton Caniff si ispirò a lei per la creazione del personaggio di "Copper Calhoun" nella serie Steve Canyon.

Dopo il terzo matrimonio celebrato nel 1978 si ritirò a vita privata.

## Filmografia

### Cinema
- L'ora scarlatta (The Scarlet Hour), regia di Michael Curtiz (1956)
- L'uomo dalla forza bruta (The Wild Party), regia di Harry Horner (1956)
- La ragazza del rodeo (Born Reckless), regia di Howard W. Koch (1958)
- La casa dei fantasmi (House on Haunted Hill), regia di William Castle (1959)
- Gli sciacalli di Hong Kong (The Scavengers), regia di John Cromwell (1959)
- Naked Youth, regia di John F. Schreyer (1961)
- One Man's Way, regia di Denis Sanders (1964)
- Spider Baby, regia di Jack Hill (1967)
- Caxambu!, regia di W. Lee Wilder (1967)
- Lo spettro di Edgar Allan Poe (The Spectre of Edgar Allan Poe), regia di Mohy Quandour (1974)

### Televisione
- Lights Out – serie TV, episodio 2x29 (1950)
- Lux Video Theatre – serie TV (1956)
- The 20th Century-Fox Hour – serie TV, episodio 2x14 (1957)
- Northwest Passage – serie TV (1958)
- The Millionaire – serie TV (1958)
- Special Agent 7 – serie TV (1959)
- Bronco – serie TV (1959)
- Le leggendarie imprese di Wyatt Earp (The Life and Legend of Wyatt Earp) – serie TV (1959)
- Man Without a Gun – serie TV (1959)
- How to Marry a Millionaire – serie TV (1959)
- Bachelor Father – serie TV (1959)
- Shotgun Slade – serie TV (1959)
- Hawaiian Eye – serie TV, episodio 1x09 (1959)
- Il tenente Ballinger (M Squad) – serie TV (1959)
- Bat Masterson – serie TV (1959-1960)
- Indirizzo permanente (77 Sunset Strip) – serie TV (1959-1961)
- Johnny Midnight – serie TV (1960)
- Richard Diamond (Richard Diamond, Private Detective) – serie TV (1960)
- Men Into Space – serie TV, episodio 1x22 (1960)
- Lock-Up – serie TV, episodio 1x25 (1960)
- Markham – serie TV (1960)
- Tombstone Territory – serie TV (1960)
- The Chevy Mystery Show – serie TV, episodio 1x15 (1960)
- Tales of Wells Fargo – serie TV (1960)
- Ispettore Dante (Dante) – serie TV, episodio 1x08 (1960)
- Ripcord – serie TV, episodio 1x01 (1961)
- Route 66 – serie TV (1961)
- The Case of the Dangerous Robin – serie TV (1961)
- Perry Mason – serie TV (1961)
- Michael Shayne – serie TV episodi 1x14-1x24 (1961)
- Coronado 9 – serie TV (1961)
- Naked Youth – serie TV (1961)
- Everglades – serie TV, episodio 1x36 (1962)
- The Third Man – serie TV (1962)
- Get Smart – serie TV, episodio 1x13 (1965)
- Branded – serie TV (1966)
- Mannix – serie TV (1972)
- Barnaby Jones – serie TV (1973)

## Doppiatrici italiane
- Rosetta Calavetta in L'ora scarlatta
- Lydia Simoneschi in La casa dei fantasmi